# Kader Keita
Pour les articles homonymes, voir Keita.
Abdoul Kader Keïta, né le 6 août 1981 à Abidjan, est un footballeur international ivoirien qui évolue au poste de milieu offensif.

## Biographie

### Débuts en Afrique et au Moyen-Orient (1998-2005)

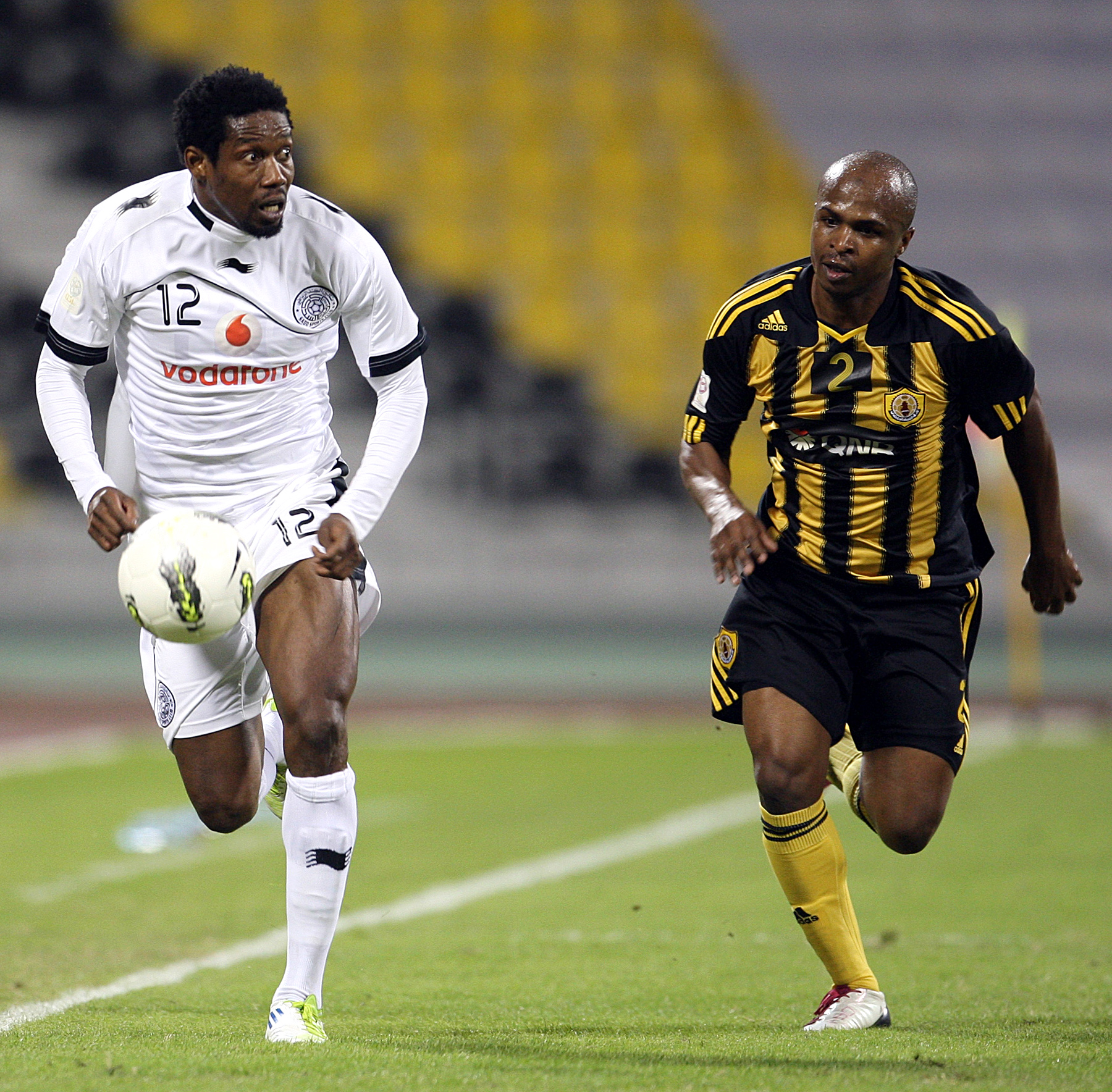

Né d’un père malien et une mère ivoirienne, Abdoul Kader Keïta, communément appelé Popito, a passé son enfance à Gagnoa à 200 km d'Abidjan, en Côte d'Ivoire. Il est attiré par le foot, et particulièrement celui de l'Europe.
Doté d'une aisance balle au pied au-dessus de la moyenne et reconnu pour son talent, il fit le plaisir du public ivoirien et notamment celui de l’Africa Sports National, club de ses débuts professionnels, à la fin des années 1990 avant de s’expatrier. C’est avec un Championnat et une Coupe africaine des vainqueurs de coupe en poche (1999) que Kader, alias Popito prend la direction de l’Étoile sportive du Sahel (2000-2002).
Avant l'aventure ivoirienne à l'Africa sport, il fit une petite saison en Suède, à l'IF Elfsborg puis quitta rapidement le club. Après des essais infructueux à Tunis, en France (PSG), il rejoint le club émirati d’Al-Aïn. Il n'y resta qu'une seule saison (19 matches pour 6 buts) et s'engagea avec le grand concurrent qatari, d'Al Saad Doha. Ce passage dans le Golfe fait craindre à la plupart des observateurs qu’il ne mette en péril sa carrière par l'appât du gain. Il s'expliquera : « Je suis parti à l'aventure. C'était une opportunité et une expérience. J'ai côtoyé des grands joueurs comme Frank Lebœuf, Gabriel Batistuta, Romário… Ils m'ont donné des conseils comme des grands frères. Je voulais jouer en Europe mais je n'étais pas encore prêt. »

### Arrivée en Europe, à Lille (2005-2007)
Suivi par de très nombreux clubs européens, Keïta finira par choisir le club de Lille en 2005, sous l'impulsion du président Seydoux et de l'entraineur Claude Puel. Après trois saisons à Al Saad Doha, il rejoint enfin un club européen comme il en a toujours rêvé.
Claude Puel, qui avait visionné des vidéos sur l’intéressé, avait été séduit par sa force de percussion. « Un artiste pas structuré pour moi, capable de créer des brèches dans les blocs défensifs adverses », souligne le responsable lillois. Jean-Luc Buisine qui fera, sous l’impulsion de Claude Puel, trois séjours au Qatar, pour faire connaissance avec un individu, aux dires des dirigeants d'Al Sadd Doha, ingérable et pas très discipliné.
Pourtant, le responsable de la cellule recrutement rencontre un joueur charmant, attachant… « Qui avait surtout envie de quitter le club où il jouait, et se relancer sur le marché européen », poursuit Jean-Luc Buisine. « On s’est accroché à ce dossier-là, on a pris beaucoup de risques ». Encore fallait-il négocier avec l’oncle du joueur, son agent en fin de compte, et le Prince du Qatar, propriétaire du club. C’est Bora Milutinović, l’entraîneur d'Al Sadd Doha, qui a débloqué le dossier en posant un ultimatum à ses dirigeants. « C’est Keïta ou moi ! », tant les relations entre les deux hommes s’étaient dégradées.
« Sportivement, on savait que Keïta n’était pas prêt. Il venait d’un championnat différent, il allait découvrir un rythme plus élevé et une charge de travail nouvelle ». « Aujourd’hui, » conclut Jean-Luc Buisine, « le garçon s’est fondu dans le groupe, grâce au groupe il a passé un cap. » Ce diamant brut, bien travaillé par Claude Puel, est devenu un titulaire indiscutable sur le flanc droit grâce à sa technique virevoltante et sa combativité. Il rappelle parfois ces grands joueurs africains tels Weah ou Okocha.
Sur le banc, depuis le début de la saison, Keïta commence à montrer le bout de son nez, et son talent éclate au grand jour. Vitesse, percussion, dribbles sont un panel de ses capacités. Capacités qu'il montrera jusqu'à la fin du championnat, dans lequel il marquera 5 buts et fut un vrai élément moteur pour le club lillois.
Côté sélection, Keïta est sans doute un des joueurs préférés des Ivoiriens. Il a conquis et convaincu tous les Ivoiriens depuis qu'il a commencé à jouer dans le championnat local. Son absence à la Coupe d'Afrique cette année a fait couler beaucoup d'encre. De l'avis de tous les spécialistes du foot ivoirien, il pouvait apporter beaucoup à la Séléphanto (sélection des Éléphants de Côte d’Ivoire). Déjà à la CAN au Mali en 2002, il a été le meilleur joueur ivoirien sur l'ensemble des matchs disputés par les Éléphants. Depuis, ses récentes performances lilloises lui ont permis d’être rappelé par le sélectionneur Henri Michel contre l’Espagne, et il a ouvert le score.
Depuis, il a participé à la coupe du monde en Allemagne (2006) sans parvenir à qualifier son pays pour les 1/8 de finale (2 défaites contre l'Argentine et les Pays-Bas, 2-1).
Son frère aîné est aussi footballeur et son père fut le fondateur du Sporting club de Gagnoa[réf. souhaitée].

### Échec à Lyon (2007-2009)
Durant la saison 2006-2007, le LOSC réalise une belle saison, mais finit par s'écrouler à cause de l'accumulation des matchs. Keïta dispute 36 matchs de Ligue 1 et marque 9 buts. Il est l'un des éléments moteurs du LOSC en compagnie de Mathieu Bodmer. Délocalisé au Stade Bollaert de Lens, Lille réussit son plus beau parcours en Ligue des Champions. Les Dogues atteignent les 1/8 de finale, après être sorti d'une poule composée d'Anderlecht, de l'AEK Athènes et du Milan AC (futur vainqueur de l'édition). Le LOSC tombe finalement de justesse face à Manchester United (futur demi-finaliste de l'édition). Keïta explose sur le plan européen grâce à ses dribbles chaloupés. Il dispute 8 matchs et inscrit un but.
À la fin de la saison 2006-2007, Keïta signe un contrat de quatre ans avec l'Olympique lyonnais. Son transfert pour l'OL est officialisé le samedi 16 juin 2007, pour un montant de 16 millions d'euros (18 millions d'euros si l'OL se qualifie au terme de la saison en Ligue des Champions, et 2 millions supplémentaires si l'OL vend Keïta avant la fin de son contrat). Cette transaction pourrait presque constituer un record pour l'OL, Keïta étant, pour l'instant, le troisième transfert le plus important du club après Sonny Anderson, acheté 18.5 millions d'euros en 1999 en provenance du FC Barcelone et Lisandro, acheté 24 millions d'euros en 2009 en provenance du FC Porto. Mathieu Bodmer le suit à Lyon cette même saison.
À l'OL, Keïta tarde à s'imposer comme titulaire, puisqu'il est la plupart du temps barré par un Sidney Govou en pleine forme. Il inscrit son premier but en championnat le 9 mars 2008 lors de la réception de Bordeaux à Gerland. Son premier doublé avec l'OL a lieu une semaine plus tard, le 15 mars, lors d'un match de L1 face à l'AS Monaco (victoire 3-0 de l'OL). Pour sa première saison à Lyon, il joue quand même 30 matchs et marque quatre buts. Il se montre également à six reprises en Ligue des champions.
Malgré une première saison à Lyon mi-figue mi-raisin, il se relance en 2008-2009 sous les ordres de son ancien mentor dans le Nord, Claude Puel. Il retrouve également Jean II Makoun qui arrive dans les valises du nouvel entraîneur. À la mi-saison et malgré la forte concurrence en attaque (Benzema, Delgado, Fred…), il a joué onze rencontres de Ligue 1 et trois de Ligue des champions (où il parvient à marquer un but important face au Steaua Bucarest).
Malgré des qualités techniques et physiques remarquables et une grande combativité, ses performances sous le maillot lyonnais se caractérisent essentiellement par de mauvais choix tactiques, une vision du jeu très limitée, et une tendance à tenter des choses impossibles et à perdre un grand nombre de ballons - ce qui explique pourquoi il est un des rares joueurs de l'OL à être régulièrement sifflé par le public du Stade Gerland. À l'issue du dernier match de la saison à domicile contre le SM Caen, il ne participe pas au tour d'honneur des joueurs, bien qu'il ait auparavant participé à la rencontre.

### La Turquie puis retour au Moyen-Orient (2009-2012)
Le 2 juillet 2009, Keïta signe en faveur du club d'Istanbul, le Galatasaray SK, entraîné par Franck Rijkaard pour un transfert de 8.5 M€. Il signe un contrat de trois ans avec le club.
Il s'impose très vite à son poste, notamment grâce à sa vitesse et sa technique. Keïta est très apprécié par les supporters de Galatasaray reconnus comme très exigeants. Le 6 juillet 2010, il retourne à Al Sadd Doha pour 8,5 millions d'euros, club qu'il avait quitté en 2005. Le 5 novembre 2011, il remporte la Ligue des Champions asiatique 2011 aux côtés de l'ancien lensois Nadir Belhadj et de l'ancien marseillais Mamadou Niang en battant les Coréens du Chonbuk Hyundai Motors aux tirs au but (2-2ap; 4-2tab).
Le 25 septembre 2012, il se libère de tout engagement sportif avec son ancien club après avoir remporté la Champions league Asie.
En mai 2013, il réalise un essai avec l'Union de Philadelphie en MLS.

## Repères
- 1er Match en Ligue 1 : Lille OSC 1-2 ES Troyes AC - [3 août 2005 - 3e journée]
- 1re sélection A : (Vittel)  Côte d'Ivoire 1-1  Chili [18 juin 2000 - amical]
- Dans une interview au site officiel du Losc, le 3 août 2005, il a déclaré compter 77 sélections ivoiriennes depuis ses 17 ans, (dont 22 sélections avec les A)
- Son départ pour le Qatar lui a fait connaitre une longue traversée du désert en sélection : il s'est écoulé plus de 2 ans et demi entre deux de ses sélections : (22 juin 2003 contre l'Afrique du Sud → 1er mars 2006 : contre l'Espagne, où il inscrit d'ailleurs un but)

## Statistiques
| Saison                | Club                  | Championnat           | Championnat | Championnat | Coupe nationale | Coupe nationale | Coupe de la Ligue | Coupe de la Ligue | Supercoupe | Supercoupe | Compétition(s) continentale(s) | Compétition(s) continentale(s) | Compétition(s) continentale(s) | Côte d'Ivoire | Côte d'Ivoire | Total | Total |
| Saison                | Club                  | Division              | M.          | B.          | M.              | B.              | M.                | B.                | M.         | B.         | Comp.                          | M.                             | B.                             | M.            | B.            | M.    | B.    |
| 1998                  | SC Gagnoa             | Superdivision         |             |             | -               | -               | -                 | -                 | -          | -          | -                              | -                              | -                              | -             | -             | 0     | 0     |
| 1998-1999             | IF Elfsborg           | Division 1            |             |             | -               | -               | -                 | -                 | -          | -          | -                              | -                              | -                              | -             | -             | 0     | 0     |
| 1999-2000             | Africa Sports         | Superdivision         | 23          | 4           | -               | -               | -                 | -                 | -          | -          | -                              | -                              | -                              | 1             | 0             | 24    | 4     |
| 2000-2001             | Étoile du Sahel       | Ligue I               | 10          | 3           | -               | -               | -                 | -                 | -          | -          | -                              | -                              | -                              | 9             | 3             | 19    | 6     |
| 2001-2002             | Étoile du Sahel       | Ligue I               | 12          | 3           | -               | -               | -                 | -                 | -          | -          | -                              | -                              | -                              | 4             | 2             | 16    | 5     |
| 2001-2002             | Al Ain                | Pro League            | 19          | 6           | -               | -               | -                 | -                 | -          | -          | -                              | -                              | -                              | 4             | 0             | 23    | 6     |
| 2002-2003             | Al-Sadd               | Stars League          | 20          | 5           | -               | -               | -                 | -                 | -          | -          | -                              | -                              | -                              | 3             | 0             | 23    | 5     |
| 2003-2004             | Al-Sadd               | Stars League          | 24          | 8           | -               | -               | -                 | -                 | -          | -          | -                              | -                              | -                              | -             | -             | 24    | 8     |
| 2004-2005             | Al-Sadd               | Stars League          | 27          | 10          | -               | -               | -                 | -                 | -          | -          | -                              | -                              | -                              | -             | -             | 27    | 10    |
| 2005-2006             | Lille OSC             | Ligue 1               | 27          | 5           | 3               | 1               | 2                 | 0                 | -          | -          | C1+C3                          | 1+4                            | 0+0                            | 6             | 1             | 43    | 7     |
| 2006-2007             | Lille OSC             | Ligue 1               | 36          | 9           | 3               | 0               | -                 | -                 | -          | -          | C1                             | 8                              | 1                              | 4             | 0             | 51    | 10    |
| 2007-2008             | Olympique lyonnais    | Ligue 1               | 30          | 4           | 4               | 0               | 1                 | 1                 | 1          | 0          | C1                             | 6                              | 0                              | 12            | 3             | 54    | 8     |
| 2008-2009             | Olympique lyonnais    | Ligue 1               | 22          | 1           | 2               | 1               | 1                 | 0                 | -          | -          | C1                             | 5                              | 1                              | 3             | 0             | 33    | 3     |
| 2009-2010             | Galatasaray           | Süper Lig             | 27          | 5           | 1               | 0               | -                 | -                 | -          | -          | C3                             | 11                             | 5                              | 13            | 2             | 52    | 12    |
| 2010-2011             | Al-Sadd               | Stars League          | 17          | 4           | -               | -               | -                 | -                 | -          | -          | CL                             | 13                             | 5                              | 3             | 0             | 33    | 9     |
| 2011-2012             | Al-Sadd               | Stars League          | 6           | 0           | -               | -               | -                 | -                 | -          | -          | CL                             | 3                              | 0                              | 5             | 0             | 14    | 0     |
| Total sur la carrière | Total sur la carrière | Total sur la carrière | 300         | 67          | 13              | 2               | 4                 | 1                 | 1          | 0          | -                              | 51                             | 12                             | 67            | 11            | 436   | 93    |

## Palmarès
- Africa Sports
  - Vainqueur de la Coupe d'Afrique des vainqueurs de coupe en 1999
  - Finaliste de la Supercoupe d'Afrique en 2000
  - Champion de Côte d'Ivoire en 1999
- Étoile sportive du Sahel
  - Finaliste de la Coupe de la CAF en 2001
- Al Sadd Doha
  - Vainqueur de la Ligue des champions de l'AFC en 2011
  - Champion du Qatar en 2004
  - Vainqueur de la Coupe du Qatar en 2003 et 2005
  - Finaliste de la coupe du monde des clubs 2012 contre le FC Barcelone
- Olympique lyonnais
  - Champion de France en 2008
  - Vainqueur de la Coupe de France en 2008
  - Vainqueur du Trophée des champions en 2007
  - Vainqueur de la Peace Cup en 2007

## Distinction personnelles
- Nommé au Prix Sport Ivoire 2006
- Nommé dans l'équipe type de la Ligue 1 en 2007 aux Trophées UNFP.
- Joueur du mois UNFP de Ligue 1 en mars 2008
- Nommé  au Prix Sport Ivoire 2008